# Loegaire Buadach
Loegaire Buadach ['Loiɣarʴe 'buaðax] („Loegaire der Siegreiche“) ist im Ulster-Zyklus der keltischen Mythologie Irlands der Name eines eher komischen Helden aus der Provinz Ulster. Nach seinem Vater Connach (Connad) hat er auch den Namen Loegaire mac Connaich (Connaid).

## Mythologie
Loegaire Buadach lebt nach der Sage in Inber Seimne (Larne, County Antrim) am Ufer eines Sees. Als seine Gattin wird Fedelm Noíchride genannt, die in der Erzählung Táin Bó Cuailnge („Der Rinderraub von Cooley“) allerdings als Gattin Cairbre Nia-Fers eine wichtige Rolle spielt (möglicherweise aber auch zwei verschiedene Fedelms).
In der Erzählung Fled Bricrenn („Bricrius Fest“) ist Loegaire Buadach der Zechgenosse von Cú Chulainn und Conall Cernach. Als ein Streit um die Ehre des Heldenbissens ausbricht, bleibt er jedoch immer der geschlagene Dritte hinter den beiden Helden.
Vom König Cú Roí werden die drei obengenannten Krieger nach Cathair Con Roi (Caherconree), Cu Rois Residenz in den Slieve Mish Mountains geschickt, um zu entscheiden, wer Irlands größter Held sei. Jeder muss nachts die Burg bewachen, während Cú Roi sie in Gestalt eines gräulichen Andersweltwesens testet.
In Aided Loegairi Buadaig („Der Tod Loegaires des Siegreichen“) werden die tragikomischen Umstände seines Todes erzählt. Beim Versuch, einen Barden (filidh) vor dem Ertränktwerden zu retten, stößt er sich am eigenen Türsturz zu Tode.